# Rock Paper Shotgun
Rock Paper Shotgun – brytyjski serwis i blog poświęcony grom komputerowym wydawanym tylko na komputery osobiste.
Serwis został założony 13 lipca 2007 roku przez Aleca Meera, Jima Rossignola, Adama Smitha, Johna Walkera oraz Kierona Gillena i Quintina Smitha. W 2010 roku serwis podpisał umowę partnerską z Eurogamerem.
Na blogu można znaleźć informacje o zapowiedziach i zbliżających się wydaniach nowych gier, recenzje oraz wywiady dotyczące gier komputerowych na PC.
W 2010 roku blog otrzymał nagrodę Games Media Awards za najlepszy blog dotyczący gier komputerowych.